# Jay Gould II
Jay Gould II (Nova York, 1 de setembre de 1888 – Margaretville, Nova York, 26 de gener de 1935) va ser un jugador de jeu de paume estatunidenc que va competir a començaments del segle xx. Era net del magnat del ferrocarril Jay Gould.
El 1908 va prendre part en els Jocs Olímpics de Londres, on guanyà la medalla d'or en la competició de Jeu de paume, després de guanyar en la final a Eustace Miles.
Entre 1914 i 1916 fou campió del món i campió estatunidenc ininterrompudament entre 1906 i 1925, amb 18 campionats guanyats, ja que durant la Primera Guerra Mundial no es va disputar. Durant el mateix període només va perdre un partit d'individuals, contra el campió anglès E.M. Baerlein.